# Chesterfield, Tennessee
Chesterfield är en ort i Henderson County i delstaten Tennessee, USA.